# Chanca (povo)
O povo Chanca (ou Chanka) foi uma etnia quíchua do Intermediário Tardio (1400) do Peru. Inimigos dos Incas, se estabeleceram principalmente em Andahuaylas, situada na atual região de Apurímac.
Os Chancas englobavam dois grupos étnicos com características bem marcadas:
Os Hanan Chancas (Chancas do Alto, mais tarde chamado de Reino do Parkos) que guerrearam contra os Incas, era um grupo étnico que habitavam a região de Ayacucho, Huancavelica, Junín e parte do Apurímac no Peru. Sua terra natal estava localizada as margens do lago Chuqlluqucha (ou  Choclococha, na região de Huancavelica)  e foi o resultado da unificação dos "Choclopus" (ou "chocorvos") com os Urququcha que habitavam a região . Seu território inicial estava localizado entre os rios Ancoyaco (atual Mantaro), Pampas e Pachachaca, afluentes do rio Apurímac. Com seu crescimento passaram a ocupar a área de Ancoyaco ayllukuna em Paucar. Eles desenvolveram uma cultura autônoma e falavam uma língua chamada puquina. Sua capital era Waman Karpa (Tenda do falcão), localizada as margens do Lago Anori, a 35 km de Andahuaylas. Os Hanan Chancas foram conquistados pelo Inca Pachacuti em 1438.
Os Uran Chancas (Chancas de Baixo) habitavam o distrito de Uranmarca na região de Apurímac e se renderam voluntariamente ao Inca Maita Capac em  1230, e por isso não foram destruídos ou submetidos a transferências forçadas de terra (mitmakuna).